# Sodome et Gomorrhe (film, 1962)
Pour les articles homonymes, voir Sodome et Gomorrhe (homonymie).
Pour plus de détails, voir Fiche technique et Distribution.
Sodome et Gomorrhe (titre italien : Sodoma e Gomorra) est un péplum franco-italien réalisé par Robert Aldrich, sorti en 1962.

## Synopsis
Les Hébreux ont traversé le désert sous la conduite de Loth. Ils s’installent sur les rives du Jourdain, aux pieds de Sodome. Les habitants des deux villes de Sodome et Gomorrhe sont gouvernés par la reine Berath. Pour épier Loth, la reine vient rendre visite aux Hébreux et remet à leur chef son esclave favorite, Ildith.

## Fiche technique
- Titre original : Sodoma e Gomorra
- Titre français : Sodome et Gomorrhe
- Mise en scène : Robert Aldrich
- Assistants réalisateur : Sergio Leone, Oscar Rudolph, Gus Agosti, Giorgio Gentili, Franco Cirino
- Scénario : Hugo Butler, Giorgio Prosperi et Ugo Guerra
- Producteur : Goffredo Lombardo
- Producteur exécutif : Maurizio Lodi-Fe
- Société de production: Titanus Rome et S.N Pathé Cinéma/Société Générale de Cinématographie Paris
- Société de distribution : Consortium Pathe
- Photographie : Silvano Ippoliti, Mario Montuori, Alfio Contini
- Musique : Miklos Rozsa
- Dirigée par Carlo Savina
- Montage : Peter Tanner
- Chorégraphie : Archie Savage
- Maquillage : Euclide Santoli
- Générique et Trucages : Maurice Binder
- Costumes : Giancarlo Bartolini Salimbeni
- Dialogues français : Georges Reville
- Directeur des dialogues : Michel Audley
- Version française : Les Films J.Willemetz
- Pays d’origine : Italie/France/États-Unis
- Genre : péplum
- Durée version française : 144 minutes
- Durée version italienne : 112 minutes
- Dates de sortie :
  -  Italie : 4 octobre 1962
  -  France : 21 novembre 1962

## Production
La seconde équipe de tournage, qui s'occupait des scènes de bataille, était dirigée par Sergio Leone, bien que le cinéaste italien ait affirmé dans une autobiographie qu'il ne s'était pas mêlé de la mise en scène. La mention de son nom était devenue nécessaire pour recevoir la subvention du ministère pour les Biens et Activités culturels, et le cinéaste romain a accepté qu'on utilise son nom afin d'éviter une forte perte économique au producteur Goffredo Lombardo, déjà en difficulté en raison des maigres recettes à l'international du Guépard de Luchino Visconti.

## Distribution
- Stewart Granger (VF : René Arrieu) : Loth
- Anna Maria Pierangeli (VF : Martine Sarcey) : Ildith
- Stanley Baker (VF : Michel Cogoni) : Astaroth
- Anouk Aimée (VF : Anouk Aimée) : la reine Berah
- Rossana Podesta : Shuah
- Claudia Mori (VF : Claude Chantal) : Maleb
- Rik Battaglia(VF : Gabriel Cattand) : Melchior
- Giacomo Rossi Stuart (VF : Jean-Pierre Duclos) : Ismael
- Scilla Gabel (VF : Michèle Montel) : Tamar
- Fédor Chaliapine fils (VF : Jacques Berlioz) : Alabias
- Daniele Vargas (VF : Duncan Elliot) : Segur chef des Elamites
- Enzo Fiermonte (VF : William Sabatier) : Eber
- Giovanna Galletti(VF : Jacqueline Ferrière) : Malik
- Aldo Silvani (VF : Serge Nadaud) : Nacor
- Antonio De Teffe/Anthony Steffen (VF : Jacques Thébault) : le capitaine
- Gabriele Tinti (VF : Serge Lhorca) : Le lieutenant
- Mitsuko Takara : Orpha la favorite
- Massimo Pietrobon : Isaac ami de Melchior
- Mimmo Palmara : Arno l’aveugle
- Vittorio Artesi :	fils D’Eber
- Andrea Tagliabue : fils D’Eber
- Francesco Tensi : 1er vieil homme
- Liana Del Balzo :	Ruth femme hébreu
- Primo Moroni : 2e vieil homme
- Mimmo Poli : Echanson de la reine
- Nazzareno Natale : soldat
- Pietro Ceccarelli (it) : officier de Sodome
- Salvatore Furnari : Le nain

## Tournage
Le film a été tourné du 23 janvier 1961 au 9 juin 1961 à Aït-ben-Haddou, Marrakech et Ouarzazate au Maroc.